# Poncet-Plattform

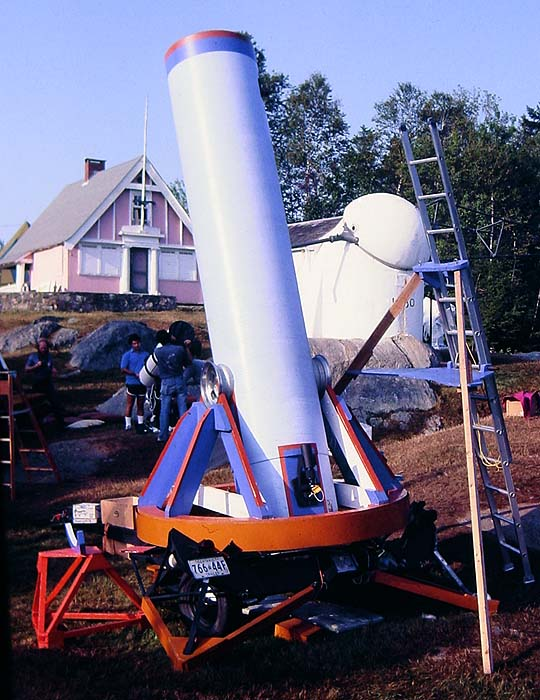
Ein großes Dobson-Teleskop, eine Art von Spiegelteleskop auf einer Äquatorialplattform.

Eine Poncet-Plattform oder Poncet-Montierung ist ein Typ von Äquatorialplattform.

## Funktion
Benannt ist sie nach ihrem Erfinder. Diese Art von Teleskopmontierung ermöglicht es mit einem Dobson-Teleskop, eine ruckelfreie Nachführung zu bekommen, genauso wie bei Reflektoren, oder Refraktoren, welche über eine motorgetriebene GoTo-Montierung oder ein anderes Nachführungssystem verfügen. Das Teleskop folgt somit der Bewegung des Sternhimmels, ohne dass man das Dobson-typische „Nachschubsen“ ausführen muss. Dies gibt Freiraum für längere Beobachtungszeiten und ermöglicht auch Astrofotografie am Dobson-Teleskop, was ohne Äquatorialplattform so gut wie unmöglich ist, da der Dobson für rein visuelle Beobachtung konzipiert wurde.

## Hintergründe und Benutzung
1970 durch Adrien Poncet erfunden. 1977 in der Januarausgabe von „Sky and Telescope“ beschrieben und abgebildet. Oftmals als einfache Sperrholzkonstruktion ausgelegt mit kräftigem Boden, der das Gewicht eines Dobsons samt Unterbau trägt. Die Poncet-Plattform kann ohne komplizierte und teure Spezialwerkzeuge realisiert werden, mit Heimwerkerkenntnissen und einer normalen Haushaltswerkstatt, sowie einigen Materialien die in jedem Baumarkt erhältlich sind. Es wurden Plattformen in jeglicher Größenordnung gebaut, von riesigen Plattformen, die komplette kleine Observatorien tragen, bis zu Miniaturformaten. Der Anstellwinkel des Kreisausschnittes an der Unterkante der Oberen Platte wird aus dem Längengrad abgeleitet und ermöglicht es, den gesamten Oberbau in einer gedachten verlängerten Achse zum Polarstern, zu drehen. Soll die Plattform in einer Sternwarte benutzt werden, welche auf 50° nördlicher Breite gelegen ist, so muss der Winkel dementsprechend angepasst werden. Man kann die Plattform deshalb nur ortsabhängig benutzen. Würde man eine Plattform bauen, die direkt über dem Äquator benutzt wird, müsste man theoretisch nur ein Brett auf eine Walze oder Tonne festschrauben, darauf dann das Dobsonteleskop befestigten, und eine längenregulierbare Stützstrebe anbringen. Da jedoch die wenigsten Menschen am Äquator wohnen, muss ein Kreisausschnitt benutzt werden (obere Platte), welcher auf Rollen oder Gleitlagern gleitet (untere Platte).
Die Plattform ermöglicht ein angemessenes Tracking auch bei höheren Vergrößerungen und bei der Astrofotografie. Die Nachführdauer ist meist auf etwa 1h beschränkt, ähnlich wie bei einem „Barndoor Tracker“, wonach man die Plattform zurücksetzen, dann den Dobson neu ausrichten muss, ehe man weiter „spechteln“ kann. Eine weitere Version von Äquatorialplattform ist die „Gee-Plattform“ sowie die Plattform von Georges D´Automne.